# SB/DV 32a sorozat
Az SB/DV 32a sorozat a Déli Vasút tehervonati szerkocsisgőzmozdony-sorozat volt a Déli Vasútnál (németül: Südbahn, SB), melyeket eredetileg a  Wien-Pottendorfer Bahn (WPB) rendelt. Időközben az SB a WPB üzemeltetését átvette, így a mozdonyok már nem kaptak ott besorolást.
A gépek a WPB univerzális mozdonyai voltak. Az 1890-es években a Südbahnnál Marburgban, azután Grazban (a Graz-Köflacher Eisenbahnon) és Villachban állomásoztak. A Déli Vasút 1932-es államosítása után mind a 11 mozdony a BBÖ-höz került  52.500 sorozatként és 1932-ig selejtezték őket.

## Fordítás
- Ez a szócikk részben vagy egészben  a   SB 32a című német Wikipédia-szócikk fordításán alapul.  Az eredeti cikk szerkesztőit annak laptörténete sorolja fel. Ez a jelzés csupán a megfogalmazás eredetét és a szerzői jogokat jelzi, nem szolgál a cikkben szereplő információk forrásmegjelöléseként.-Az eredeti szócikk forrásai szintén ott találhatóak.

## Külső hivatkozások
- A típus története számokban